# 서부저수지
서부저수지는 충청남도 서천군 종천면 석촌리에 있는 저수지이다. 1926년에 설치되었으며, 한국농어촌공사 서천지사에서 관리하고 있다. 수질관리 실명제를 실시하고 있으며, 검사기관은 한국농어촌공사 농어촌연구원에서 담당하고 있다. 서천지방에서는 서부저수지보다 흥림저수지라는 이름으로 알려져 있다.

## 저수지 규모
- 총 저수량 : 8,162천m3
- 만수면적 : 129.90ha
- 수혜면적 : 1,627ha

## 시설 제원
- 제당 : 연장 298m, 높이 : 17.69m

## 문화
- 서해안고속도로 서천IC에서 4km가량 떨어져 있는 서부저수지는 서천군이 금강하굿둑, 춘장대, 장항산림욕장, 동백정, 홍원항, 마량포구, 천방산과 함께 '청정구역 10선'으로 선정해 육성 보호하고 있다. 서부지는 1996년 개봉된 장선우 감독의 영화 《꽃잎》의 촬영지로도 알려져 있다.